# Volumetrische pomp
Een volumetrische pomp of verdringerpomp is een machine om een fluïdum te verplaatsen.
Men kent twee soorten pompen:
- de turbopomp, ook wel turbinepomp genoemd: hierbij wordt de vloeistof eerst op een hoge snelheid gebracht en vervolgens wordt deze snelheid "omgezet" in druk. Dit houdt in dat het debiet afhankelijk is van de druk van de ruimte waarheen de vloeistof wordt verpompt; bij een bepaalde tegendruk loopt het debiet zelfs terug tot nul of negatief (terugstroom).
- de verdringerpomp: Deze verplaatst een constant volume van een ruimte met een lage druk naar een ruimte met een hoge druk.

Het debiet van de volumetrische pomp is theoretisch onafhankelijk van de opvoerdruk. De maximale opvoerdruk wordt in feite uitsluitend beperkt door de mechanische sterkte, dit in tegenstelling tot turbopompen.
Met soortgelijke machines kan ook een last worden aangedreven; dan wordt de pomp dus als motor gebruikt.
In heel veel gevallen wordt een volumetrische motor ook als volumetrische pomp gebruikt; bijvoorbeeld bij een liersysteem. Tijdens het hijsen werkt hij als motor, tijdens het vieren als pomp.

## Voorbeelden van volumetrische/ verdringerpompen
- Lobbenpomp
- Membraanpomp
- Peristaltische pomp of slangenpomp
- Plunjerpomp
- Rollerpomp
- Schottenpomp
- Schroef van Archimedes
- Schroefspindelpomp
- Tandwielpomp
- Touwpomp
- Vacuümpomp
- Vleugelpomp
- Wormpomp
- Zuigerpomp